# Jamaika-Fruchtfledermaus

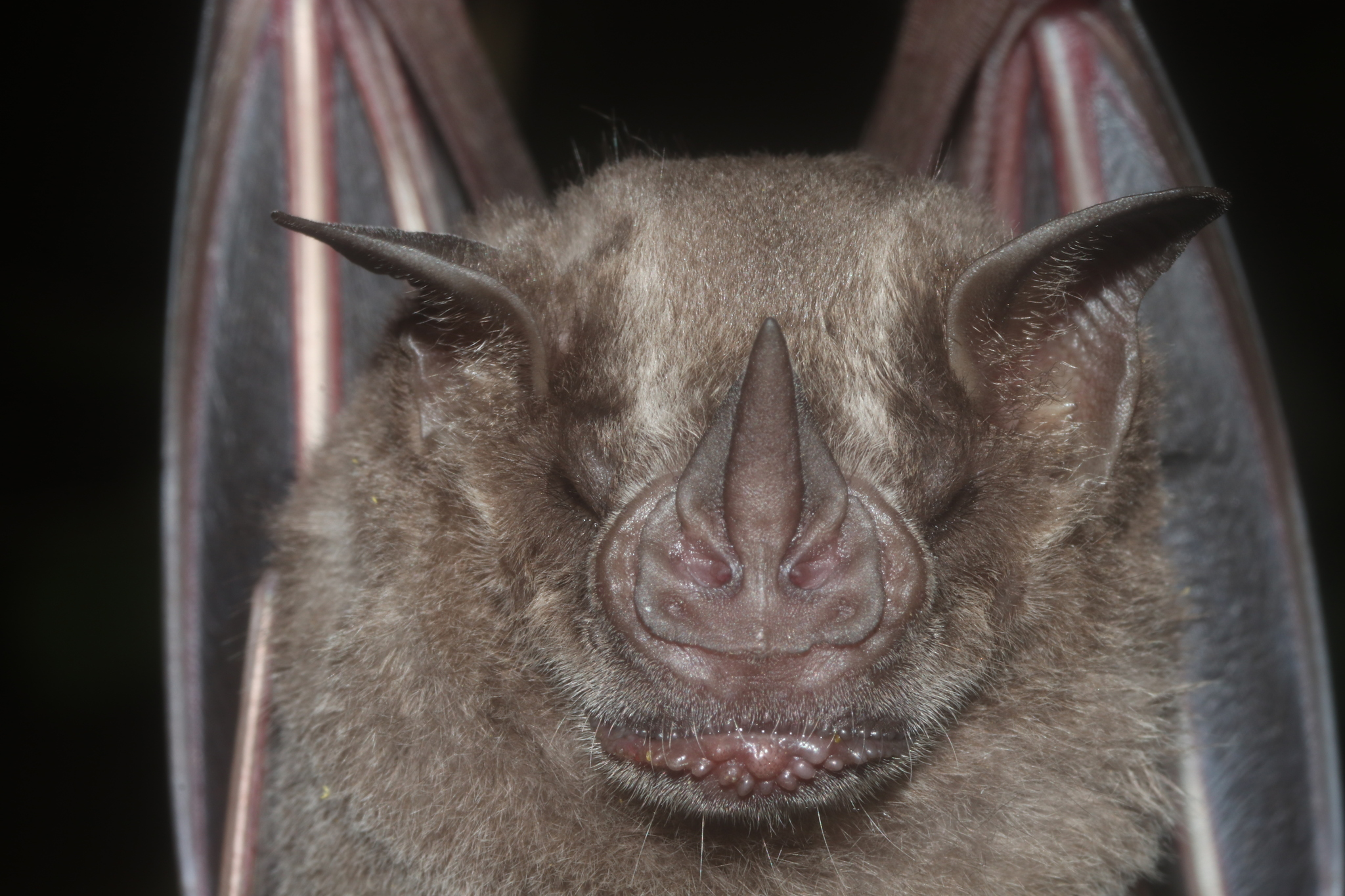
Kopf einer Jamaika-Fruchtfledermaus

Die Jamaika-Fruchtfledermaus (Artibeus jamaicensis) ist eine Fledermausart aus der Familie der Blattnasen (Phyllostomidae), welche in Zentral- und Südamerika beheimatet ist.

## Beschreibung
Die Jamaika-Fruchtfledermaus ist eine mittelgroße Fledermaus mit einem Gewicht von 50–60 g. Die Fellfarbe variiert von dunkelbraun zu aschgrau und ist in der Bauchregion normalerweise heller als am Rücken. Wie die meisten Vertreter der Blattnasen besitzt auch die Jamaika-Fruchtfledermaus ein ausgeprägtes Nasenblatt.
Der Name Artibeus leitet sich vom griechischen arti (=Gesichtsstreifen) und beus (bezieht sich auf das Vorhandensein der Streifen) ab. Die Gesichtsstreifen sind bei der Jamaika-Fruchtfledermaus jedoch nicht immer oder nur wenig ausgeprägt vorhanden.

## Lebensweise
Die Jamaika-Fruchtfledermaus ist eine der häufigsten und am weitesten verbreiteten Arten der Gattung Artibeus. Sie kommt in vielen tropischen Habitaten wie dem Regenwald, Nebelwald und saisonalen Trockenwald vor, und man findet sie auch in der Nähe menschlicher Siedlungen und auf Farmland.
Jamaika-Fruchtfledermäuse nutzen nebst Baumhöhlen modifizierte Blätter verschiedener Pflanzen um diese als Schlafplatz zu nutzen. Wo ein Blatt angenagt wird, so dass es in sich zusammenfällt und somit ein „Zelt“ bildet, hängt stark von der Pflanzenart ab.
Jamaika-Fruchtfledermäuse besitzen ein polygynes Paarungssystem, in dem ein Männchen entweder ein Territorium verteidigt, oder mehrere Weibchen (Harem) gegenüber anderen Männchen. Letzteres ist vor allem dann der Fall, wenn Ressourcen wie zum Beispiel der Hangplatz nicht limitiert sind. Kolonien in Baumhöhlen können aus mehreren Harems mit durchschnittlich sechs geschlechtsreifen Weibchen und Gruppen aus Bachelor-Männchen und noch nicht reproduktiven Weibchen bestehen.
Bekannte Fressfeinde der Jamaika-Fruchtfledermaus sind die Schleiereule und die Abgottschlange. Als weitere mögliche Feinde kommen andere Schlangen- und Eulenarten, Nasenbären, größere Opossums und der Fledermausfalke (Falco rufigularis) in Betracht. Wird eine Fledermaus von einem Prädatoren gefangen, so produziert sie laute Alarmrufe, die auch vom Menschen wahrgenommen werden kann.
Jamaika-Fruchtfledermäuse können bis zu neun Jahre alt werden.

## Ernährung
Die Jamaika-Fruchtfledermaus ist spezialisiert auf Feigen. Jamaika-Fruchtfledermäuse können alleine aber auch in Gruppen auf Futtersuche gehen und dabei mehrmals denselben Baum besuchen. Ihr Verdauungssystem prozessiert die Nahrung innerhalb von 30 Minuten, währenddessen nur etwa 30 % der potentiellen Energie der Frucht aufgenommen werden kann. Da der Verdauungstrakt der Jamaika-Fruchtfledermaus jedoch nur den Saft der Feigen aufnimmt, ist es ihnen möglich große Mengen an Feigen zu verzehren, ohne durch das Futter im Magen beim Fliegen unnötig Energie zu verlieren. Eine einzige Jamaika-Fruchtfledermaus verzehrt so in einer Nacht etwa das Doppelte ihres Körpergewichts.
Bei der Futtersuche verlassen sich Jamaika-Fruchtfledermäuse auf ihren hervorragenden Geruchs- und Sehsinn. Obwohl die Früchte bis zu 40 % des Körpergewichts der Fledermaus ausmachen, werden gefundene Früchte oft über mehrere hundert Meter zu einem Fressplatz getragen. Das macht die Jamaika-Fruchtfledermaus zu einem effizienten und damit wichtigen Samenverbreiter.

## Fortpflanzung
Weibchen der Jamaika-Fruchtfledermaus sind polyoestrisch und gebären zweimal im Jahr ein oder selten zwei Jungtiere. Die Jungtiere kommen nach einer Tragezeit von 3,5–4 Monaten während der Trockenzeit zur Welt. Bei der zweiten jährlichen Tragezeit ist bei Weibchen eine verzögerte Embryonalentwicklung von bis zu 7 Monaten möglich, weshalb die Jungen in der nächsten Brutzeit geboren werden können. Man geht davon aus, dass der genaue Zeitpunkt der Geburt von der Verfügbarkeit von Früchten abhängt.
Während der ersten Tage nach der Geburt werden die Jungtiere von der Mutter herumgetragen, verbleiben dann aber später im Hangplatz. Die Jungtiere werden im Schnitt 15 Tage gesäugt und beginnen ab einem Alter von 50 Tagen zu fliegen. Geschlechtsreife beginnt bei Weibchen mit 8, bei Männchen mit 12 Monaten.

## Verbreitung und Lebensraum

Verbreitungsgebiet der Jamaika-Fruchtfledermaus

Die Verbreitung der Jamaika-Fruchtfledermaus reicht von Mexiko über Ecuador bis Peru. Ihr Bestand wird von der IUCN dank der weiten Verbreitung und relativen Toleranz gegenüber durch Menschen verursachter Störung als stabil und ungefährdet eingestuft.